# Silveirânia (kommun)
Silveirânia är en kommun i Brasilien.   Den ligger i delstaten Minas Gerais, i den sydöstra delen av landet, 800 km sydost om huvudstaden Brasília. Antalet invånare är 2 192.
Följande samhällen finns i Silveirânia:
- Silveirânia

Omgivningarna runt Silveirânia är huvudsakligen savann. Runt Silveirânia är det ganska glesbefolkat, med 43 invånare per kvadratkilometer.